# ماري لويز أميرة شليزفيغ هولشتاين
ماري لويز أميرة شليزفيغ هولشتاين (بالألمانية: Marie Louise von Schleswig-Holstein-Sonderburg-Augustenburg) (12 أغسطس 1872 - 8 ديسمبر 1956) كانت حفيدة الملكة فيكتوريا.